# Heterocerus pallidus
Heterocerus pallidus is een keversoort uit de familie oevergraafkevers (Heteroceridae). De wetenschappelijke naam van de soort is voor het eerst geldig gepubliceerd in 1823 door Say.